# Правописна глибина
Правописна глибина абеткового правопису вказує на ступінь відхилення письмової мови від простої однозначної відповідності буква — фонема. Це залежить від того, наскільки легко передбачити вимову слова за її правописом: неглибокі правописи легко вимовляти по написаному слову, а глибокі правописи важко вимовляти, як написано.
У неглибоких правописах правописно-звукова відповідність є прямою: із правил вимови можна правильно вимовляти слово. Іншими словами, неглибокі (прозорі) правописи, які також називаються фонематичними правописами, мають взаємозв'язок між своїми графемами та фонемами, і написання слів дуже узгоджене. Такі приклади включають іспанську, фінську, турецьку, латинську та італійську мови.
На відміну від них, у глибоких (непрозорих) правописах відносини менш прямі, і читач повинен вивчити довільну або незвичайну вимову "неправильних" слів. Іншими словами, глибокі правописи — це системи письма, що не мають однозначної відповідності між звуками (фонемами) і буквами (графемами), які їх зображують. Вони можуть відображати етимологію (угорська, фарерська, монгольська писемність, тайська чи французька) або бути морфофонічними (корейська чи англійська).
Письмова корейська мова є незвичайним гібридом; кожна фонема в мові представлена буквою, але букви упаковуються в "квадратні" одиниці від двох до чотирьох фонем, кожна з яких являє собою склад. У корейській мові дуже складні фонологічні правила варіації, особливо щодо приголосних, а не голосних, на відміну від, наприклад, англійської. Наприклад, корейське слово '훗일', яке має вимовлятися як [husil], виходячи зі стандартної вимови складників графеми, насправді вимовляється як [hunnil]. З приголосних корейської мови тільки один завжди вимовляється саме так, як він написаний.

## Засновок правописної глибини
Згідно із засновком правописної глибини, неглибокі правописи легше підтримують процес розпізнавання слів, який включає в себе мовну фонологію. На відміну від них, глибокі правописи спонукають читача обробляти друковані слова, посилаючись на їхню морфологію через наочно-правописну структуру друкованого слова. Щодо мов із відносно глибокими правописами, таких як англійська, французька, арабська чи іврит, новим читачам набагато складніше навчитися розшифровувати слова. Як наслідок, діти вчаться читати повільніше.  Для мов із порівняно неглибокими правописами, таких як італійська та фінська, у нових читачів виникає мало проблем з навчанням розшифруванню слів. Як наслідок, діти вчаться читати порівняно швидко. 
Системи фонетичного письма японською мовою (хіраґана та катакана) є ще одним прикладом неглибокого правопису, але японська мова також використовує логографи (кандзі), які значно складніші. Крім того, латинізація, відома як ромаджі, стає все більш поширеною, але традиційно не використовується. Однак, на відміну від абеткових правописів (українського, англійського, французького, італійського тощо), Японські правописи хіраґана та катакана засновані на відкритих складах мови (приголосний-голосний) або, точніше, на морах, з одним написаним знаком для кожного зі складів/мор у мові. Хоча японська мова має лише 3 графеми на шість фонем, як у слові катана (японська хіраґана: かたな, японська катакана: カタナ МФА: /ka ta na/) японська кана поділяється на склади/мори з простими V або C + V структура (з однією -C морою, яка зазвичай з’являється лише на кінцях складів), а не окремими голосними та приголосними; для написання слова потрібно менше графем. Оскільки японська фонологія порівняно проста у порівнянні з багатьма іншими мовами, написання японської мови за допомогою складів, а не букв, є можливим варіантом.
Ван ден Бош вважає орфографічну глибину складом щонайменше двох окремих складників. Один з них стосується складності відносин між елементами на графемному рівні (графеми) до тих, що знаходяться на фонематичному рівні (фонеми), тобто наскільки важко перетворити графічні рядки (слова) на фонематичні рядки. Другий складник пов’язаний із різноманітністю на графічному рівні та зі складністю визначення графемних елементів слова (графемічний синтаксичний розбір), тобто як вирівняти фонематичну транскрипцію з відповідним правописним відповідником.
Ксав'єр Марджо використовує штучну нейронну мережу для ранжування 17 правописів відповідно до їх рівня прозорості (глибини). Серед перевірених правописів англійський, китайський та французький правописи є найбільш непрозорими щодо написання (тобто спрямування фонем до графем).